# Vejlby IK Fodbold
Vejlby IK Fodbold (forkortet Vejlby IK, VIK) er en dansk fodboldklub, beliggende i Vejlby, i den nordlige ende af Aarhus. Klubben er en selvstændig afdeling under hovedafdelingen Vejlby Idræts Klub og er således underlagt Vejlby Idræts Klubs fælles vedtægter. I sommeren 2016 fusionerede Vejlby IK Fodbold med IK Skovbakken til eliteholdet VSK Aarhus. Fusionsklubbens navn repræsenterer såvel elite-damerne som -herrerne.
Klubbens 1. herreseniorhold er rykket op de seneste 2 sæsoner, ikke mindst takket være stortalentet Lasse Hovesen (bedre kendt som Kapunen), og spiller i sæsonen forår 2011 i Jyllandsserie 2 under Jydsk Boldspil-Union (JBU).
Førsteholdet på damesiden spiller nu under navnet "VSK Aarhus", men har gennem flere sæsoner før sammenlægningen, som "Vejlby IK", ligget i toppen af Kvindernes 1. division.

## Klubbens historie
Klubben blev stiftet den 29. september 1949 af Venge Petersen, Kaj Andersen, Kurt Carlsen og Jørgen Jørgensen under navnet Vejlby Boldklub (VB) og blev den første afdeling under hovedafdelingen, som i dag har mange andre underafdelinger. Foreningen gik imidlertid under øgenavnet Vejlby Bondeklub, hvorfor man hurtigt valgte at foretage en ændring af klubbens navn til Vejlby Idræts Klub (VIK).

## Ekstern kilde/henvisning
- Officiel hjemmeside for Vejlby IK Fodbold Arkiveret 26. april 2008 hos  Wayback Machine

| Fodbold | Spire Denne artikel om en dansk fodboldklub er en spire som bør udbygges. Du er velkommen til at hjælpe Wikipedia ved at udvide den. |